# William E. Haynes

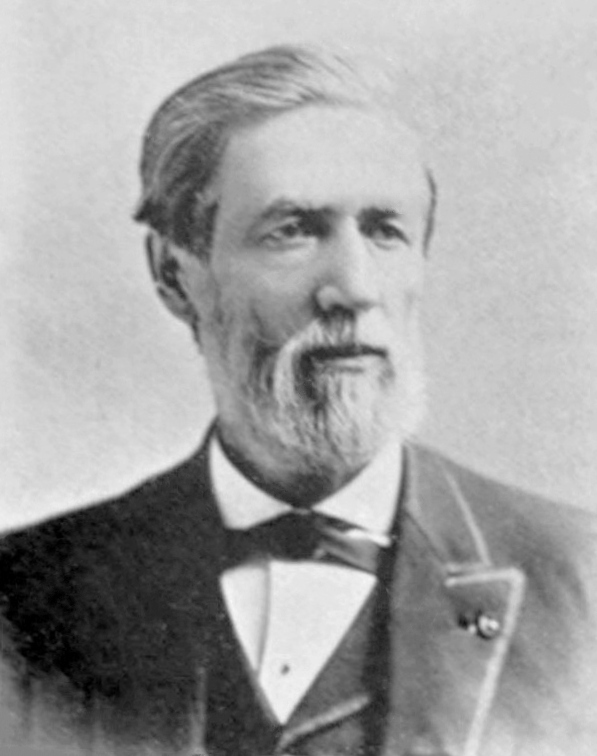
William E. Haynes

 William Elisha Haynes (* 19. Oktober 1829 in Hoosick Falls, New York; † 5. Dezember 1914 in Fremont, Ohio) war ein US-amerikanischer Politiker. Zwischen 1889 und 1893 vertrat er den Bundesstaat Ohio im US-Repräsentantenhaus.

## Leben
William Haynes war ein Cousin des Kongressabgeordneten George William Palmer (1818–1916). Im Jahr 1839 zog er mit seinen Eltern in die Stadt Lower Sandusky in Ohio, das heutige Fremont, wo er die öffentlichen Schulen besuchte. Anschließend absolvierte er eine Lehre im Druckerhandwerk, wobei er für zwei Zeitungen tätig war. In den Jahren 1848 und 1849 arbeitete er auf einem Dampfer im Lake Superior. Zwischen 1850 und 1856 war Haynes in Fremont im Handel tätig; von 1856 bis 1860 fungierte er als Revisor im Sandusky County. Während des Bürgerkrieges diente er zwischen 1861 und 1864 in verschiedenen Einheiten im Heer der Union. Dabei stieg er bis zum Oberstleutnant auf. In den Jahren 1866 und 1867 war er Leiter der Steuerbehörde im neunten Finanzbezirk von Ohio. Gleichzeitig arbeitete er bis 1873 wieder im Handel. Seit 1873 bis zu seinem Tod war er im Bankgewerbe tätig. Politisch schloss er sich der Demokratischen Partei an. In den Jahren 1880 und 1884 nahm er als Delegierter an den jeweiligen Democratic National Conventions teil.
Bei den Kongresswahlen des Jahres 1888 wurde Haynes im zehnten Wahlbezirk von Ohio in das US-Repräsentantenhaus in Washington, D.C. gewählt, wo er am 4. März 1889 die Nachfolge von Jacob Romeis antrat. Nach einer Wiederwahl konnte er bis zum 3. März 1893 zwei Legislaturperioden im Kongress absolvieren. Seit 1891 vertrat er dort als Nachfolger von Henry Lee Morey den siebten Distrikt seines Staates. Im Jahr 1892 verzichtete er auf eine weitere Kandidatur.
Nach dem Ende seiner Zeit im US-Repräsentantenhaus arbeitete William Haynes wieder im Bankgewerbe. Er starb am 5. Dezember 1914 in Fremont, wo er auch beigesetzt wurde.